# HC Tilburg
Maillots
HC Tilburg est un club de hockey sur gazon de Tilburg. Cela est né d'une fusion entre les anciens clubs TMHC Tilburg (1925) et TMHC Forward (1930) le 6 juillet 2011. Avec 2447 membres (au 31-10-2015), le HC Tilburg est devenu le deuxième plus grand club de hockey des Pays-Bas.
Un septième champ a été construit à l'été 2013. Avec l'achèvement du nouveau pavillon en 2014, toutes les activités du processus de fusion ont été achevées. À partir de la saison 2012-2013, les équipes joueront leurs matchs dans le nouvel uniforme. Cette tenue se compose d'une chemise blanche avec des rayures bleu argentine sur les manches, d'un pantalon/jupe bleu foncé et de chaussettes blanches.
Depuis la fusion, la première équipe féminine joue dans la Promotieklasse. Le 29 mai 2013, la première équipe masculine du club a été promue dans la Hoofdklasse en battant le SCHC lors du match de barrage décisif.

## Honneur
Hoofdklasse
- 1960 et 1970